# Графический альбом
Графи́ческий альбо́м или артбу́к (от англ. artbook) — коллекция изображений и иллюстраций, собранная в виде альбома под одной обложкой.

## Тематика
Содержимое графического альбома почти всегда связано между собой общей темой, будь то произведения отдельного изобразительного жанра, изобразительного или фотоискусства вообще или конкретного художника или фотографа.
За последние годы также возросла популярность рекламных графических альбомов, посвященных произведениям других направлений искусства, например, кинематографа, видеоигр и аниме.

## Езины-артбуки
Последнее время артбуки выходят часто в формате езина. Подобные электронные журналы также имеют название обзоры (англ. review) или витрины (англ. showcase), в зависимости от контекста. Обзоры содержат работы за определенный период, а витрины — это площадки, где размещают работы художников с указанием контактов.

## Другие значения
В другом смысле слово арт-бук означает — книга сделана своими руками и собственноручно проиллюстрирована. Часто даже бумага создается автором артбука. Периодические арт-буки называются фэнзины.